# Atherigona punctipennis
Atherigona punctipennis este o specie de muște din genul Atherigona, familia Muscidae, descrisă de Macquart în anul 1851. Conform Catalogue of Life specia Atherigona punctipennis nu are subspecii cunoscute.